# Зноскі
Зноскі (пол. Znoski) — село в Польщі, у гміні Моньки Монецького повіту Підляського воєводства.
Населення — 53 особи (2011).
У 1975-1998 роках село належало до Білостоцького воєводства.

## Демографія
Демографічна структура станом на 31 березня 2011 року:
|          | Загалом | Допрацездатний вік | Працездатний вік | Постпрацездатний вік |
| -------- | ------- | ------------------ | ---------------- | -------------------- |
| Чоловіки | 29      | 7                  | 19               | 3                    |
| Жінки    | 24      | 7                  | 15               | 2                    |
| Разом    | 53      | 14                 | 34               | 5                    |